# Pinell de Solsonès
Pinell de Solsonès, tradicionalment i genuïnament Pinell, és un municipi de la comarca del Solsonès, amb capital a Sant Climenç i, alhora, una de les 5 entitats de població o pobles que hi ha al municipi.

## Geografia
- Llista de topònims de Pinell de Solsonès (Orografia: muntanyes, serres, collades, indrets..; hidrografia: rius, fonts...; edificis: cases, masies, esglésies, etc)

### Situació i límits
Situat a la banda sud-occidental de la comarca, limita al nord amb Castellar de la Ribera i Bassella (Alt Urgell), a l'est amb Olius i Llobera, al sud amb Biosca (Segarra) i a l'oest amb Sanaüja (també de la Segarra), Vilanova de l'Aguda (Noguera) i Bassella (Alt Urgell). Al racó nord-occidental de municipi hi ha l'enclavament de Sant Mer que pertany al municipi de Bassella.

### Orografia

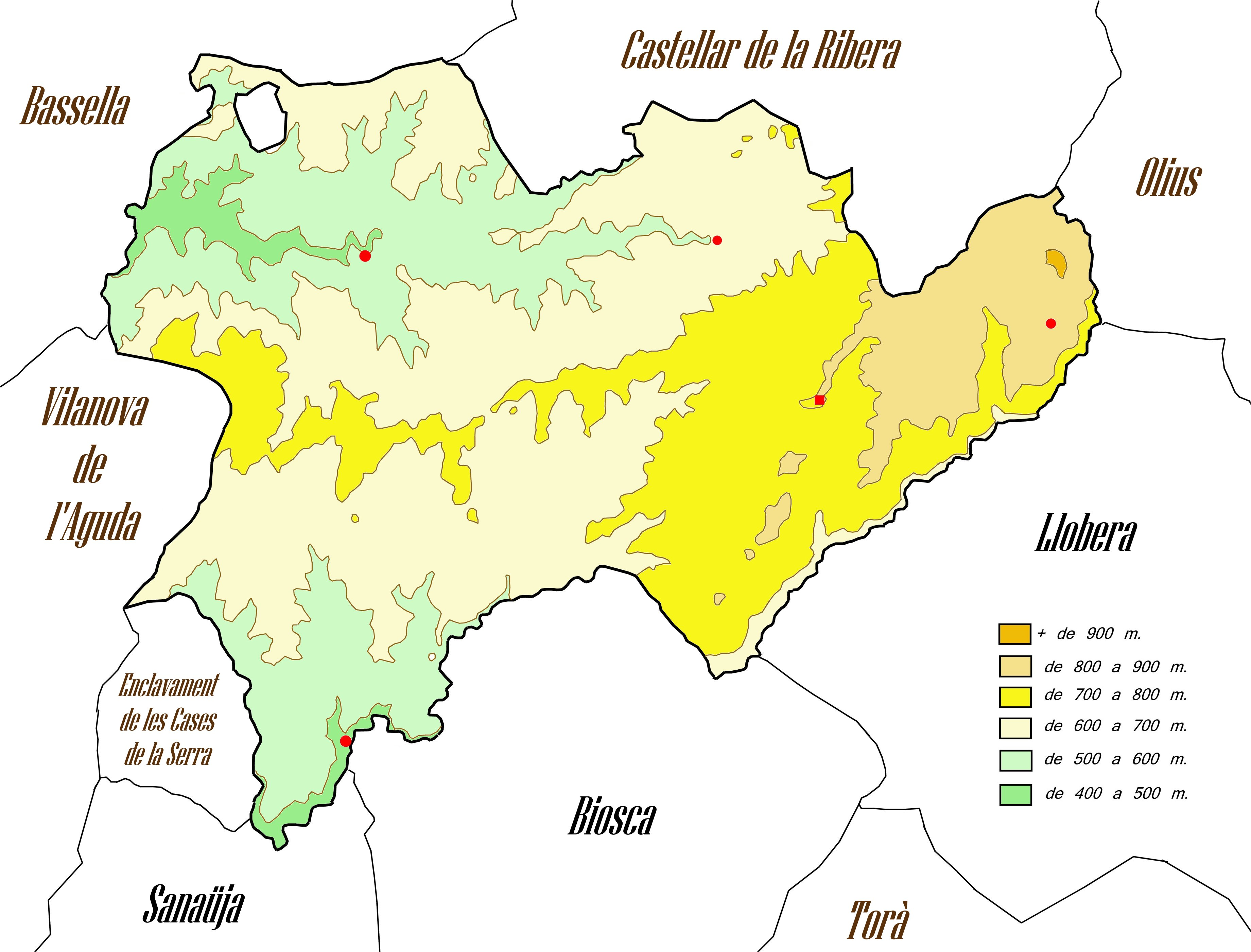
Mapa orogràfic del municipi.

El terme està constituït per un planell inclinat de NE a SW que va dels 435 m d'altitud al punt on la riera de Madrona surt del terme municipal ja a punt d'abocar les seves aigües al pantà de Rialb fins als 917,1 m. al serrat de Marrossella.

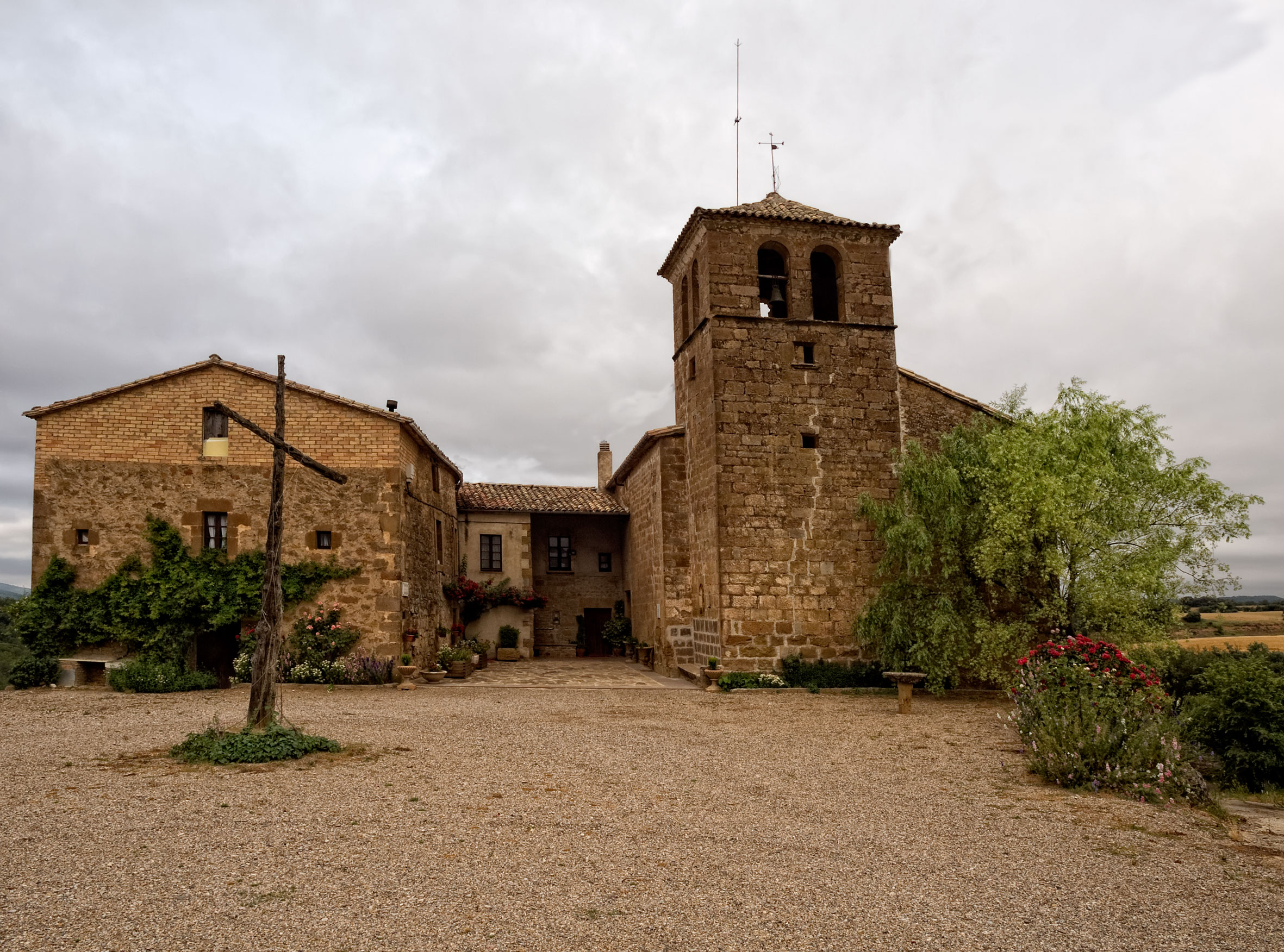
Plaça i església de Sant Miquel

Al Nomenclàtor oficial de toponímia major de Catalunya hi consten els següents accidents orogràfics:
- Serralades: La Serra de Cavallol, la Serra del Bancal, el Serrat de Sant Joan, el Serrat de Santes Creus, el Serrat del Casalot, el Serrat del Cupot, el Serrat del Tossal de la Mula, el Serrat dels Codellats i el Serrat dels Moros.

- Cims: El Serrat Alt, El Tossal, Santes Creus de Bordell, el Serrat de Creullobí, el Serrat de la Plana, el Serrat de la Roca, el Serrat de la Vinya, el Serrat de l'Ascensió, el Serrat de Marrossella, el Serrat de Sant Iscle, el Serrat de Sant Romà, el Serrat de Terradet, el Serrat del Puit, el Serrat del Trullet, el Serrat dels Xopers, el Serrat Fosc i el Tossal de Sant Pere.

- Collades: La Collada de Jou, la Collada de l'Alzinosa, el Collet de Pujaminyons, el Collet de Sangrà, Els Colls.

- Planes: Els Planells, La Plana, el Pla de Tugues, les Planes de Riatós, els Plans de la Serra (l'Alzinosa), els Plans de la Serra (Terradet).

- Altres orònims: El Clot de Sallent, el Clot d'Huguets, la Costa de Coïns, la Costa del Xerpell, les Costes de Sant Romà.

### Hidrografia

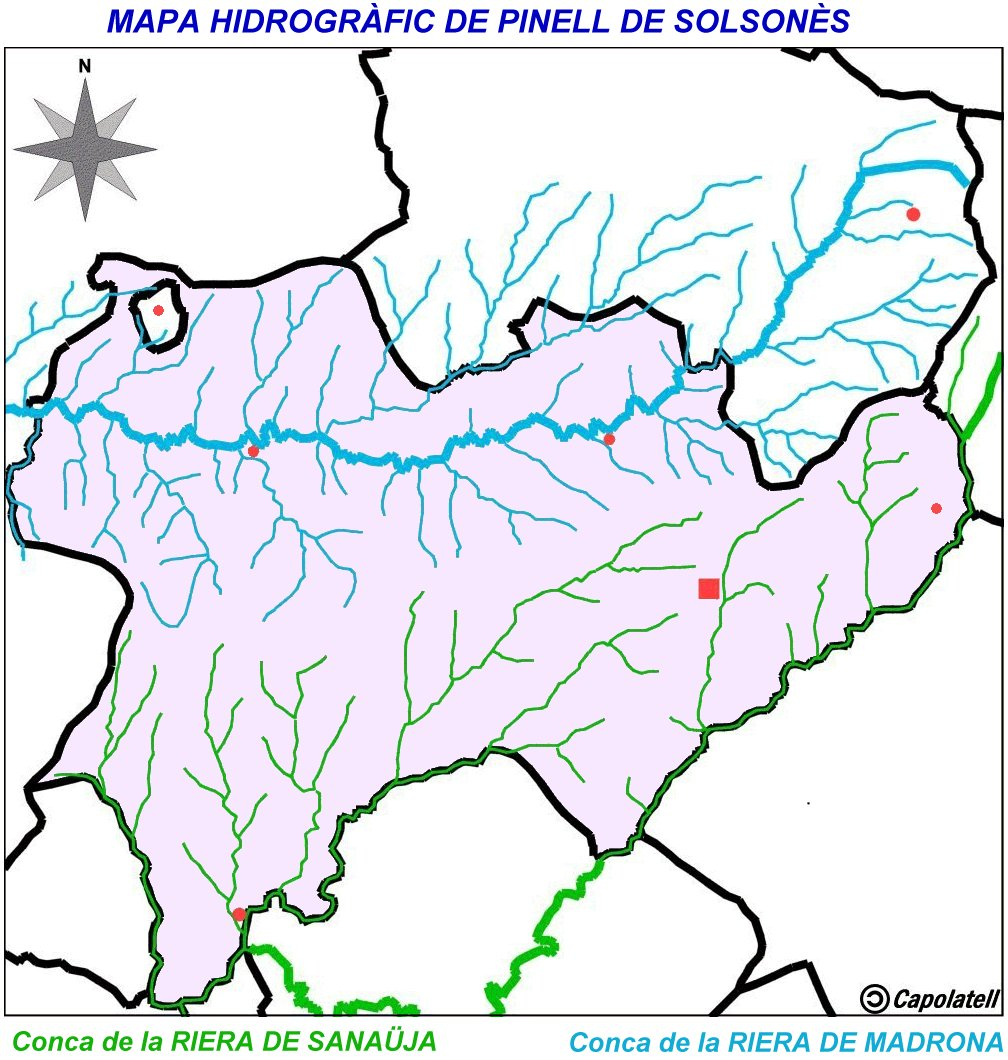
Mapa hidrogràfic de Pinell de Solsonès

El terme municipal està solcat, bé en la totalitat del seu curs o bé en un tram d'aquest, per 342 cursos fluvials la longitud total dels quals suma 143,8 km. Aquests corrents fluvials estan repartits en dues conques fluvials integrades dins de la conca del Segre.
La meitat nord del terme escola les seves aigües cap a la Riera de Madrona mitjançant 212 cursos fluvials amb una longitud total de 143,8 km i entre els quals, a més a més de la ja citada riera, cal fer esment de la Rasa de Vilaginés, la Rasa de Cària, la Rasa de l'Hostal, el Barranc de Gepils, la Rasa de la Caseta, el Barranc de Vilardaga, el Barranc de Sant Tirs el Barranc dels Apòstols, la Rasa de Vilamosa, el Barranc de les Cases, la Rasa de Maçana, el Clot de Ripoll, el Barranc de Maçana, la Rasa de Cavallol, el Barranc de Sangrà, la Rasa de l'Obaga de la Castellana, el Clot de l'Infern, el Barranc de Pinós, la Rasa de Martins, la Rasa de Cavallolet, el Clot de la Masia Cremada, el Barranc de Guardiola, el Barranc del Cornet i la Rasa del Casó.
La resta del terme municipal escola les seves aigües cap a la Riera de Sanaüja, tributària del Llobregós, mitjançant 130 cursos fluvials, que transcorren íntegra o parcialment pel terme amb una longitud total de 127,3 km i d'entre els quals cal esmentar la Frau del Puit, la Rasa de Sant Climenç, la Riera de Sallent, la Rasa del Puit, la Rasa de les Cots, la Rasa de la Codina, la Rasa del Torrent, la Rasa de Torrenegra, la Rasa de la Rovira, la Rasa del Casó, la Rasa de Coll-de-frares, la Rasa de Castellana, la Rasa de Caelles, el Barranc de Valldecom, la Rasa del Pujol i el Clot del Bancal

### Clima
Clima mediterrani continental propi d'un territori que està a unes altituds que es mouen entre els 00 m i els 850 m.
A la capital del municipi (Sant Climenç, 805 m. d'altitud) les precipitacions són d'uns 692 mm anuals amb el maig com el mes més plujós (83,7 mm de mitjana) i el febrer com el mes més sec (31,9 mm de mitjana).
La temperatura mitjana anual és de d'11,3 °C amb el gener com a mes més fred (-1,5 °C de mitjana de les mínimes) i amb el juliol com el mes més càlid (28,1 °C de mitjana de les màximes).
La mitjana de la radiació solar és d'uns 14.463 w/m²/dia. A l'hivern no són estranys els dies de boira cobrint bona part del municipi.
 Taula de les mitjanes climàtiques mensual a Sant Climenç

### Demografia

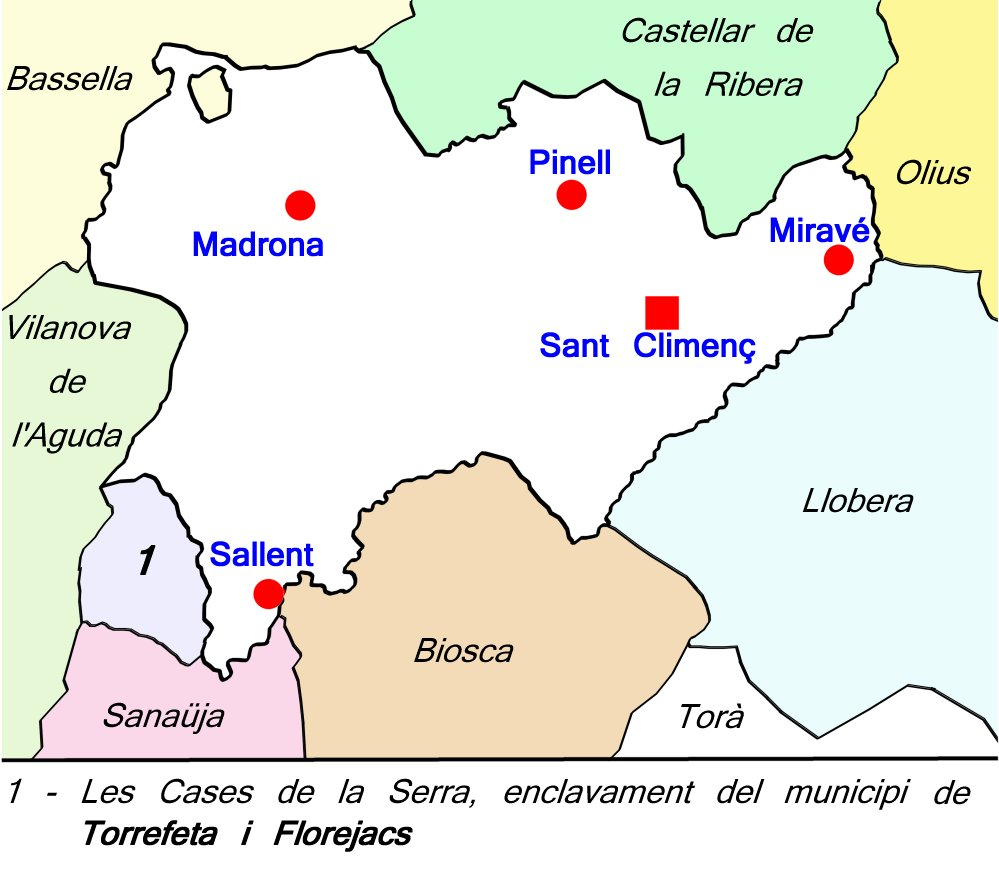
Mapa del municipi de Pinell de Solsonès amb les seves entitats de població i els municipis limítrofs.

| Entitat de població | Habitants (2024) |
| Sant Climenç        | 107              |
| Madrona             | 30               |
| Pinell de Solsonès  | 25               |
| Sallent             | 22               |
| Miravé              | 19               |
| Font: Idescat       |                  |

| 1497 f | 1515 f | 1553 f | 1717 | 1787 | 1857  | 1877 | 1887 | 1900 | 1910 |
| ------ | ------ | ------ | ---- | ---- | ----- | ---- | ---- | ---- | ---- |
| 56     | 58     | 64     | 286  | 460  | 1.142 | 933  | 802  | 758  | 492  |

| 1920 | 1930 | 1940 | 1950 | 1960 | 1970 | 1981 | 1990 | 1992 | 1994 |
| ---- | ---- | ---- | ---- | ---- | ---- | ---- | ---- | ---- | ---- |
| 494  | 729  | 727  | 736  | 641  | 450  | 326  | 252  | 262  | 262  |

| 1996 | 1998 | 2000 | 2002 | 2004 | 2006 | 2008 | 2010 | 2012 | 2014 |
| ---- | ---- | ---- | ---- | ---- | ---- | ---- | ---- | ---- | ---- |
| 232  | 228  | 225  | 212  | 215  | 204  | 212  | 215  | 210  | 207  |

| 2016 | 2018 | 2020 | 2022 | 2024 | 2026 | 2028 | 2030 | 2032 | 2034 |
| ---- | ---- | ---- | ---- | ---- | ---- | ---- | ---- | ---- | ---- |
| 213  | 203  | 193  | 190  | 203  | -    | -    | -    | -    | -    |

### Economia
L'activitat econòmica del municipi se centra de manera gairebé exclusiva en el sector primari.

#### Ramaderia
Destaca la importància de l'aviram amb un creixement notable en els últims anys.

#### Població activa
De les 94 persona que configuraven la població activa de Pinell l'any 2001 (57 el 1996), 43 treballaven al municipi i 51 es desplaçaven a treballar fora del municipi.
Al municipi hi havia 59 llocs de treball. 43 eren ocupats per residents i els 16 restants venien a treballar-hi des d'un altre municipi.

## Història
- Llista dels jaciments arqueològics de Pinell de Solsonès.

## Eleccions
Resultats municipals 2007
| Candidatura | Candidatura                                         | Cap de llista   | Vots | %     | Regidors |
| ----------- | --------------------------------------------------- | --------------- | ---- | ----- | -------- |
|             | Esquerra Republicana de Catalunya - Acord Municipal | Benjamí Puig    | 85   | 52,80 | 4        |
|             | Convergència i Unió                                 | Francisco Torra | 76   | 47,20 | 1        |